# Grill'd
Grill'd—  австралійська фаст-фуд мережа, що спеціалізується на гамбургерах. Була заснована Саймоном Кроу у 2004 році в Хоторні, Мельбурн. До кінця 2005 року було створено п’ять ресторанів, у 2010 році  - 35 ресторанів, станом на кінець 2016 року, мережа мала 125 ресторанів.
За допомогою програми «Місцеві питання» (англ. Local Matters) кожен ресторан Grill'd щомісяця дарує 500 доларів трьом групам місцевих громад, які розділяють $ 300/100/100, при цьому покупці самі голосують за бажану групу громади, поміщаючи жетон у банку.
У червні 2015 року громадськість дізналася, що община Тувон обрала групу проти абортів «Cherish Life» для отримання коштів програми «Місцеві питання». Засновник Саймон Кроу попросив вибачення за дану помилку, заявивши, що Grill'd - підтримує аборти.
Мережа ресторанів зіткнулася з проблемами в липні 2015 року коли ,Кахлані Піра, колишній працівник франшизи в Камбервеллі, був усунений з посади після того, як звернувся до суду через питання із заробітною платою в Комісії з питань справедливої роботи про скасування контракту, який встановив оплату нижче мінімальної ставки. Grill'd офіційно спростував звинувачення, стверджуючи, що знущання керівників є причиною звільнення. Піра порушила справу у Федеральному суді, намагаючись повернути собі роботу. Тимчасове рішення Федерального суду зобов’язало Grill'd відновити її, дозволивши слуханню справи з оплатою праці продовжуватися. Під час слухання рішення Комісія з чесної роботи змусила Grill'd підвищити заробітну плату працівникам франшизи в Камбервеллі, щоб вона відповідала нормі. Джесс Уолш із профспілки United Voice заявила, що постанова є "величезною перемогою" для працівників Grill'd. Планове слухання у справі про звільнення від федерального суду було припинено після того, як Піра і Grill'd досягли позасудового консенсусу.
У травні 2016 року працівник франшизи в Поінт-Кук відмовив жінці-клієнту у доступі до пропозицій «два плюс один», спрямованої на заохочення чоловіків привести друга в ресторан. Пізніше прес-секретар вибачився, заявивши, що покупець отримав неправильну інформацію і що пропозиція відкрита для жінок теж.
У 2019 році проти Grill'd  висунули серйозні звинувачення провідні австралійські газети, The Sydney Morning Herald та The Age. Grill’d звинувачували у використанні прогалин урядової програми стажування, щоб менше платити персоналу. Менеджери працюють під постійним тиском, щоб отримати зарплату. У ресторанах, що належать франшизі «Grill'd », існували «серйозні» проблеми з безпекою харчових продуктів. Деякі працівники стверджували, що компанія поводиться з ними несправедливо, а співзасновник Grill'd Саймон Кроу нібито сфабрикував підписи під заявами на отримання ліцензій на алкогольні напої.